# Harry William Osborn Kinnard
Harry William Osborn Kinnard (Dallas (Texas), 7 mei 1915 - Arlington County (Virginia), 5 januari 2009) was een Amerikaanse officier. Hij werd op 14 november 1946 bij Koninklijk Besluit door koningin Wilhelmina benoemd tot Ridder in de Militaire Willems-Orde.
Kolonel Harry William Osborn Kinnard was commandant van het 1st Battalion, 501st Parachute Infantry Regiment, U.S. 101st Airborne Division, een luchtlandingseenheid die tijdens Operatie Market Garden met zweefvliegtuigen afdaalde.
Tijdens de gevechten van de 101st Airborne Division in het gebied rond Eindhoven in de periode van 17 september tot 4 oktober 1944 heeft Kinnard, zo vermeldt het Koninklijk Besluit, "zich in den strijd door het bedrijven van uitstekende daden van moed, beleid en trouw op de volgende wijze onderscheiden:
Op 17 september 1944 landde Colonel KINNARD met zijn parachutebataljon in een door de Duitsers bezet gedeelte van Nederland in de nabijheid van kasteel Heeswijk. Vijf mijlen van de aangewezen landingszone geland zijnde, bracht hij zijn mannen zo snel bijeen, dat de voor het bataljon aangewezen doelen op vijf mijlen afstand, in drie uren werden genomen.
Hij ontwierp en volvoerde een tactisch schitterenden aanval, waarbij hij den vijand in dat gebied met zware verliezen naar het Zuid-Oosten dreef. Deze manoeuvre had het maken van 418 Duitsche krijgsgevangenen ten gevolg.
Vervolgens, na zijn succesvolle verovering van Schijndel, viel hij sterke vijandelijke stellingen op hoog terrein ten westen van Eerde aan.
Met zijn mannen vechtend in felle aanvallen, steeds tegen een overmachtige vijand, voerde hij zijn bataljon in de succesvolle verovering van terrein van vitaal belang.
Colonel Kinnard was bij al deze geslaagde acties van zijn eenheid, steeds aan het front in de eerste linie, onversaagd en zonder aarzeling en steeds in groot persoonlijk gevaar verkerend. Zijn heldhaftige leiding en persoonlijke moed hadden het succes van zijn eenheid tot gevolg.".

## Onderscheidingen
- US Army Airborne Master Parachutist Badge
- Distinguished Service Cross
- Army Distinguished Service Medal met één bronze Oak Leaf Cluster
- Silver Star
- Bronze Star
- Legioen van Verdienste met één bronze Oak Leaf Cluster
- Air Medal
- Army Commendation Medal
- Purple Heart met één bronze Oak Leaf
- American Defense Service Medal
- Amerikaanse Campagne Medaille
- Azië-Pacifische Oceaan Campagne Medaille
- World War II Victory Medal
- Bezettingsmedaille voor het Leger
- National Defense Service Medal
- Vietnam Service Medaille
- Croix de guerre met Palm
- Croix de guerre (Belgium) met Palm
- Officer in de Kroonorde
- Ridder der vierde klasse in de Militaire Willems-Orde op 14 november 1946[2]
- Kruis voor Dapperheid

Charles Billingslea · Robert C. Blankenship · Charles King Boyd · Julian Aaron Cook · Daniel Frank Elam · Edward Simons Fulmer · Wesley Harris · Glenn Jonas · William Kero · Harry William Osborn Kinnard · Paul Lester · Joseph Myers · Herbert Edgar Schulman · Maxwell D. Taylor · Dewitt S. Terry · Reuben Henry III Tucker · Waverly W. Wray